# Římskokatolická farnost Výsluní
Římskokatolická farnost Výsluní (lat. Sonnenberga) je zaniklá církevní správní jednotka sdružující římské katolíky ve Výsluní a okolí. Organizačně spadala do krušnohorského vikariátu, který je jedním z deseti vikariátů litoměřické diecéze.

## Historie farnosti
Již od roku 1572 farnost existovala. Matriky jsou vedeny od roku 1640. Nově byla farnost kanonicky ustavena roku 1726.
Farnost existovala do 31. prosince 2012 jako součást chomutovského farního obvodu. Od 1. ledna 2013 zanikla sloučením do farnosti-děkanství Chomutov.

### Duchovní správcové vedoucí farnost
Začátek působnosti jmenovaného v duchovní správě farnosti od:
- 1724   Christ. Gottfried
- 1746   W. Job
- 1749   Math. Schreiberer
- 1749   Joannes von Haugwitz
- 1751   Joannes  Schwarz
- 1766   Josephus Zuhr, † 1804
- 1781   Andr. Kraus, n. 21. 10. 1747 Leitmeritz, o. 1774, † 28. 6. 1829
- 1785   Ioann. Nestler, †  14. 6. 1805
- 1805   par. vacat, cap. Simon. Kny O. Cist.
- 1807   Franc. Reinisch, † 1. 2. 1810
- 1810   Mich. Kohlhepp, n. 28. 12. 1776 Fulda, o 7. 12. 1799, † 20. 4. 1841
- 1841   Wenc. Hoyer, n. 28. 9. 1795 Johnsdorfens., o. 24. 8. 1820, † 2. 11. 1883
- 1851   Dan. Herget, n. 23. 7. 1804 Engelhaus., o. 28. 9. 1832, † 18. 7. 1870
- 1863   Jos. Waldert, n. 28. 2. 1812 Wohnungens., o. 1. 8. 1839, † 10. 3. 1885
- 1867   Anton. Richter, n. 27. 11. 1821 Bohemo-Zlatníc., o. 26. 7. 1847
- 1884   Adolph. Porstendörfer, n. 23. 10. 1850 Trupschitz, o. 19. 7. 1873, † 15. 7. 1918
- 1892   Josef Kindermann, n. 27. 6. 1859 Georgswald., o. 11. 5. 1884, † 3. 12. 1919
- 1907   Josef Schober, n. 3. 3. 1872 Budweis., o.  11. 7. 1896, † 21. 2. 1940
- 1915   par. vacat, admin. interc. Herm. Sitte
- 1916   Herm. Sitte, n. 15. 11. 1883 Warnsdorf, o. 12. 7. 1908, † 27. 2. 1960
- 1919   Franc. Blaschke, n. 29. 2. 1888 Nestomitz, o. 13. 7. 1913, † 16. 3. 1967
- 1929   Franc. Weigelt, n. 28. 1. 1901 Bad Kunnersdorf, o. 29. 6. 1924, † 14. 7. 1968
- 1939   par. vacat, admin. interc. Franc. Dausch
- 1. 5.  1940   par. vacat, admin. interc. Franc. Rimpl
- 22. 12. 1945 Franc. Köhler
- 1. 3.  1946    Norbert Kocholaty
- 29. 11. 1946 Franc. Stupka
- 13. 12. 1946   Joann. Bielik
- 1. 11. 1948   Hermann Staepel
- 19. 3. 1949  Josef Vavrečka
- 6. 11. 1954  Jan Kolář
- 16. 9. 1957  Jan Netík
- 1. 4.  1963    Antonín Blaha
- 1. 5.  1969  František Kolář, admin. exc.
- 1. 9.  1980    Jan Janáč
- 1. 7.  1986    Jan Kozár
- 1. 1. 1992    Jiří Voleský
- 1. 8.  1994    Libor Švorčík
- 1. 9.  1995 Jan Kozár, admin. exc. z Chomutova
- 1. 2.  2004 – 31. 12. 2012 Alois Heger, admin. exc. z Chomutova[3]

Kromě kněží stojících v čele farnosti, působili ve farnosti v průběhu její historie i jiní kněží. Většinou pracovali jako farní vikáři, kaplani, katecheté, výpomocní duchovní aj.

## Území farnosti
Do farnosti náleželo území obcí:
- Kýšovice (Gaischwitz)[p 2]
- Sobětice (Zobietitz)[p 2]
- Třebíška (Triebischl)[p 2]
- Úbočí (Zieberle)[p 2]
- Volyně (Wohlau)[p 2]
- Výsluní (Sonnenberg)[p 2]

## Římskokatolické sakrální stavby a místa kultu na území farnosti
| | Fotografie | Stavba                   | Místo   | Bohoslužby                      | Zeměpisné souřadnice             | Status                                                                                          | Číslo kulturní památky                       |
| Kostely | Kostely    | Kostely                  | Kostely | Kostely                         | Kostely                          | Kostely                                                                                         | Kostely                                      |
| --- | ---------- | ------------------------ | ------- | ------------------------------- | -------------------------------- | ----------------------------------------------------------------------------------------------- | -------------------------------------------- |
| 1. |            | Kostel sv. Václava       | Výsluní | bližší informace o bohoslužbách | 50°27′54″ s. š., 13°14′22″ v. d. | do 31. prosince 2012 farní kostel, od 1. ledna 2013 filiální kostel farnosti-děkanství Chomutov | 49795/5-5842 (Pk•MIS•Sez•Obr•WD) (Q19970486) |
| 2. |            | Kostel sv. Petra a Pavla | Volyně  | bližší informace o bohoslužbách | 50°26′55″ s. š., 13°12′45″ v. d. | filiální kostel                                                                                 | 21212/5-874 (Pk•MIS•Sez•Obr•WD) (Q20851656)  |
| Některé drobné sakrální stavby a pamětihodnosti lze dohledat zde v databázi Drobné sakrální památky Zaniklé sakrální stavby lze dohledat zde v databázi Poškozené a zničené kostely, kaple a synagogy v České republice |            |                          |         |                                 |                                  |                                                                                                 |                                              |

Ve farnosti se mohou nacházet i další drobné sakrální stavby, místa římskokatolického kultu a pamětihodnosti, které neobsahuje tato tabulka.

## Galerie sakrálních pamětihodností ve farnosti

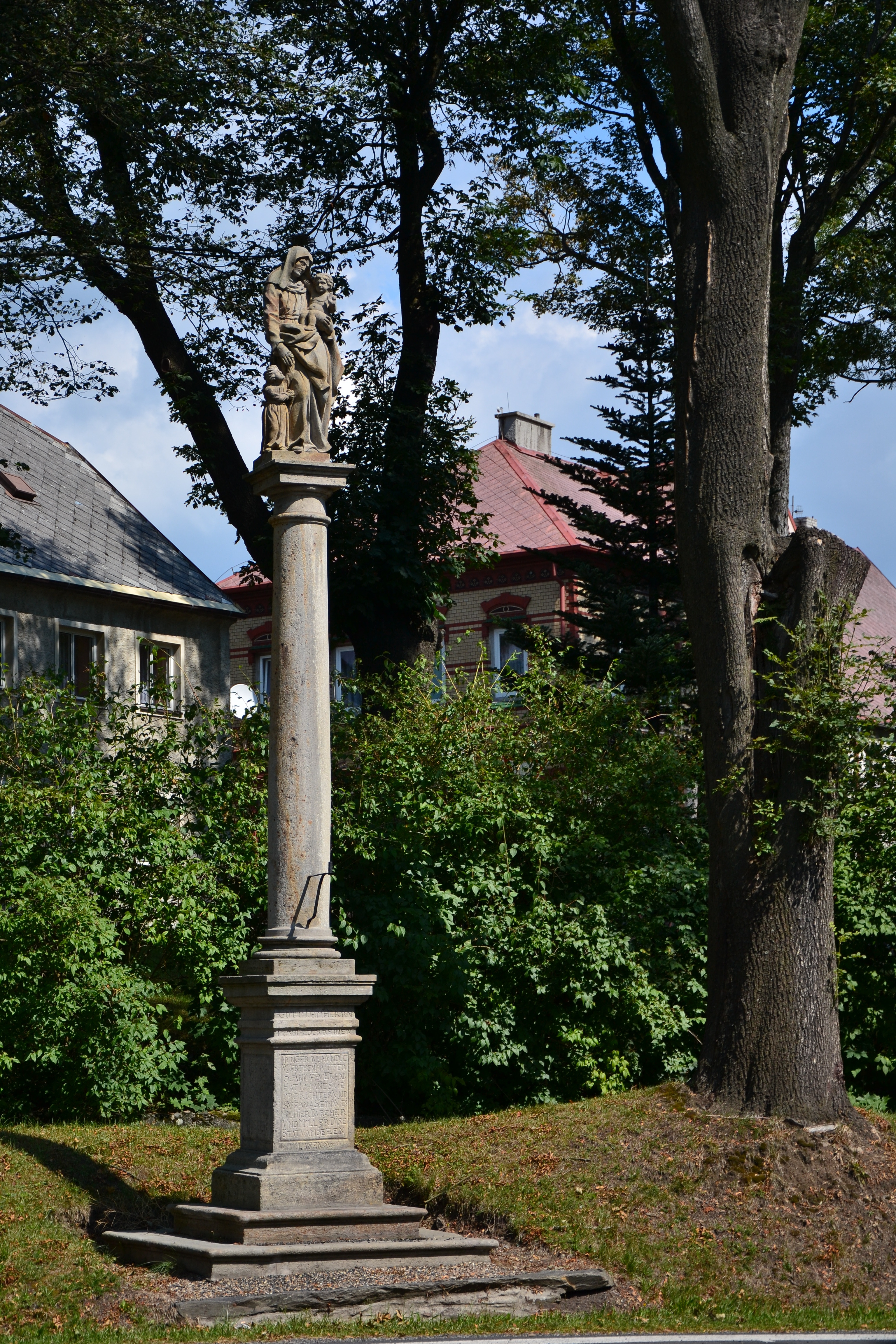
Sloup sv. Anny Samotřetí ve Výsluní